# Gęsia Wólka
Gęsia Wólka – wieś w Polsce położona w województwie lubelskim, w powiecie ryckim, w gminie Kłoczew.
W latach 1975–1998 miejscowość administracyjnie należała do województwa siedleckiego.
Wieś jest sołectwem w gminie Kłoczew. Według Narodowego Spisu Powszechnego z roku 2011 wieś liczyła 366 mieszkańców.
Wierni Kościoła rzymskokatolickiego należą do parafii Świętych Apostołów Piotra i Pawła w Okrzei.

## Części wsi
| SIMC    | Nazwa | Rodzaj    |
| ------- | ----- | --------- |
| 0674135 | Budki | część wsi |

## Historia
W wieku XIX wieś w dobrach Jagodne obok wsi: Jagodne, Gust (dzisiaj Gózd), Sokola i Kokoszki. Gęsia Wólka posiadała wówczas osad 47 z gruntem mórg 869.